# Білинський Осип
д-р Білинський Осип (нар. 2 жовтня 1873 — 1920) — український галицький правник, суддя, громадсько-політичний діяч. Доктор права (1912).

## Життєпис
Народився у селі Звиняч Чортківського повіту (тепер Чортківський район, Тернопільщина). Навчався в цісарсько-королівській гімназії Тернополя. Право вивчав у Львівському університеті. Працював у судах містечок Галичини, зокрема, у Козові, Бережанах. З 1912 року — суддя Тернопільського окружного суду. Під час І-ї світової — помічник коменданта табору в Ґмінді (Австрія), потім служив у тилових частинах війська Австро-Угорщини.
Весною 1918 повернувся до Тернополя. Брав активну участь у встановленні української влади в місті та повіті. Змінив судового радника Олексія Сальвицького на посаді комісара Тернопільського повіту ЗУНР, виконував обов'язки відступу УГА з міста 4 липня 1919 та наступної окупації ЗУНР поляками. Разом з УГА перейшов на території, контрольовані УНР. Загинув за Збручем у 1920 році. Місця смерті та поховання Осипа Білинського невідомі.